# Chorthippus pavlovskii
Chorthippus pavlovskii är en insektsart som beskrevs av Leo L. Mishchenko 1951. Chorthippus pavlovskii ingår i släktet Chorthippus och familjen gräshoppor. Inga underarter finns listade i Catalogue of Life.